# Filippa Duci
Filippa Ducco o Filippa Duci (in francese Philippe Desducs) (Moncalieri, 1520 – Tours, prima dell'ottobre 1586) è stata una nobildonna italiana, dama di Couy, amante del delfino Enrico, futuro re Enrico II di Francia e madre di Diana di Francia. Appartenne al ramo piemontese dell’antica famiglia aristocratica bresciana dei Ducco

## Biografia
Filippa era figlia di Gian Antonio Ducco. Nel novembre 1537 durante la sesta guerra d'Italia il delfino francese Enrico (poi Enrico II di Francia) trascorse alcune notti a Moncalieri presso la casa del suo scudiero, il fratello di Filippa. Durante il primo incontro Enrico sedusse Filippa che divenne la sua amante. Dalla loro breve relazione nacque nel 1538 a Parigi una bambina, Diana, così chiamata dal padre in onore della sua amante Diana di Poitiers. Questo provò che Enrico non era sterile, anche se affetto da problemi urologici, tanto che, dopo cinque anni di matrimonio, non aveva ancora avuto un erede dalla moglie Caterina de' Medici. 
La bambina, battezzata e riconosciuta dal padre, fu portata alla corte francese nel 1541, dove Diana di Poitiers le fece da madrina e la crebbe. A Filippa (ormai chiamata Philippe Desducs) invece Francesco I di Francia concesse una rendita annua vita natural durante. 
In seguito sposò Giovanni Bernardino Sanseverino, gentiluomo della Camera del re, dal quale ebbe un figlio. Dopo la legittimazione della figlia Diana, Filippa venne conosciuta come dama di Bléré in Turenna. Nel 1582 divenne dama di compagnia di Caterina de 'Medici. Morì prima dell'ottobre 1586 nei pressi di Tour, dove la figlia fece dire messa settimanalmente in suo suffragio.  